# GABIÖ
GABIÖ är en akronym som står för de fem standardtaktikerna i schack, dvs Gaffel, Avdragare, Bindning, Instängning och Överlastning.
Används ofta inom svenskt nybörjarschack.